# Neoamphion triangulifer
Neoamphion triangulifer är en skalbaggsart som först beskrevs av Aurivillius 1909.  Neoamphion triangulifer ingår i släktet Neoamphion och familjen långhorningar. Inga underarter finns listade i Catalogue of Life.